# Джон Куласалу
Джон Куласалу (англ. John Kulasalu, 1 січня 1956) — австралійський плавець.
Призер Чемпіонату світу з водних видів спорту 1973 року.
Переможець Ігор Співдружності 1974 року.